# Cuevas de Nahal Me'arot
Las cuevas de Nahal Me'arot o Uadi el-Mughara (en hebreo נחל מערות) son un yacimiento arqueológico situado en la vertiente occidental del Monte Carmelo, al sur de la ciudad de Haifa en Israel. Está compuesto por cuatro cuevas (Tabun, Jamal, Skhul y el-Wad) ocupadas por diferentes poblaciones humanas durante aproximadamente 500 000 años. Los restos encontrados pertenecen tanto a Homo Sapiens como a Homo Neanderthalensis, revelando una cierta convivencia entre ambos grupos. Las excavaciones en Nahal Me'arot comenzaron en 1928 y continúan hasta hoy en día, revelando una impresionante riqueza arqueológica que ha permitido a los investigadores mejorar enormemente su comprensión sobre la Historia de la humanidad y de los neandertales.
Las cuevas son uno de los principales sitios arqueológicos del neandertal, pero dado el enorme período de tiempo abarcado por los restos encontrados y por la enorme cantidad de estos, la zona ha cobrado importancia sobre todo por los estudios sobre la evolución del hombre moderno en una fase crítica de su historia. Los hallazgos revelan la transición entre el Paleolítico y el Neolítico, entre el modo de vida nómada de los cazadores-recolectores y el modo de vida sedentario de los agricultores. En el sitio también se encuentran algunas de las construcciones en piedra más antiguas del mundo.
Las Cuevas de Nahal Me'arot fueron nombradas Patrimonio de la Humanidad por la Unesco en 2012.

## Galería de imágenes

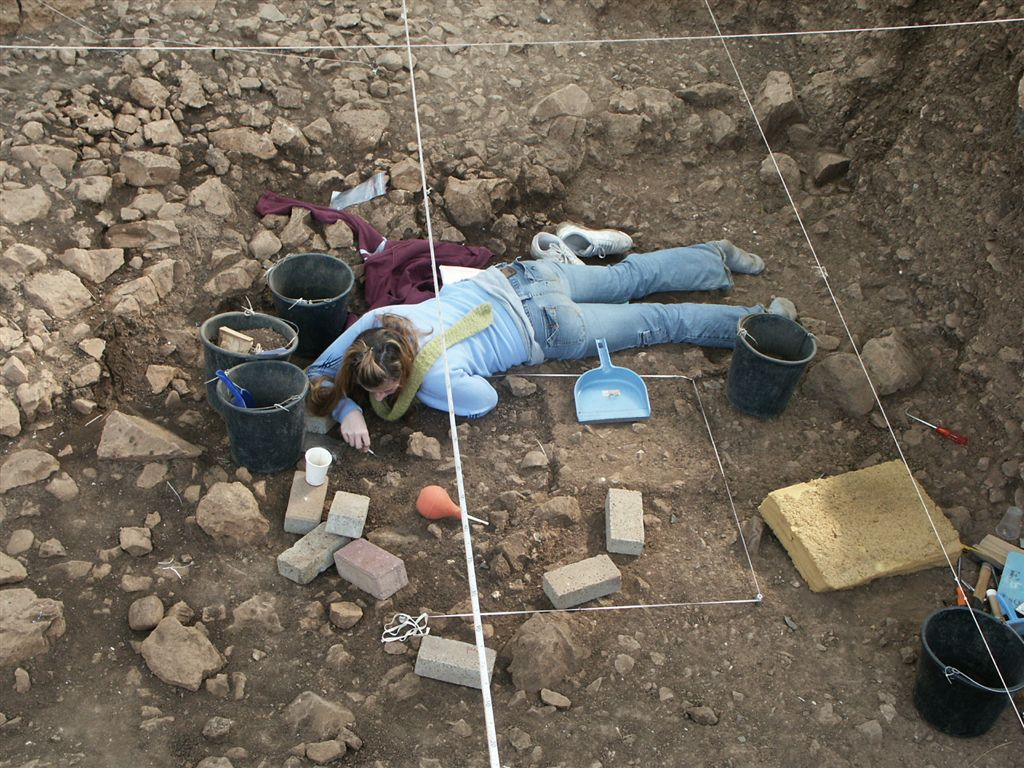
Excavación de un estrato del Natufiense en la cueva de el-Wad.
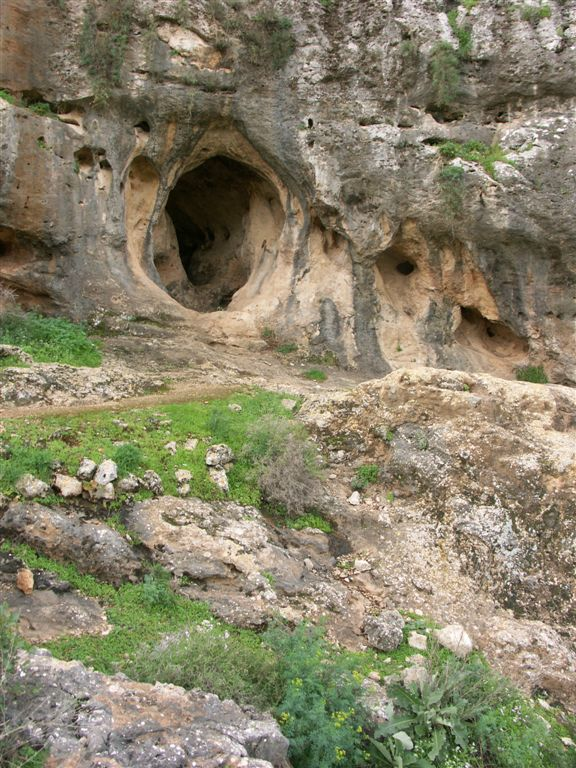
Entrada de la cueva Skhul.
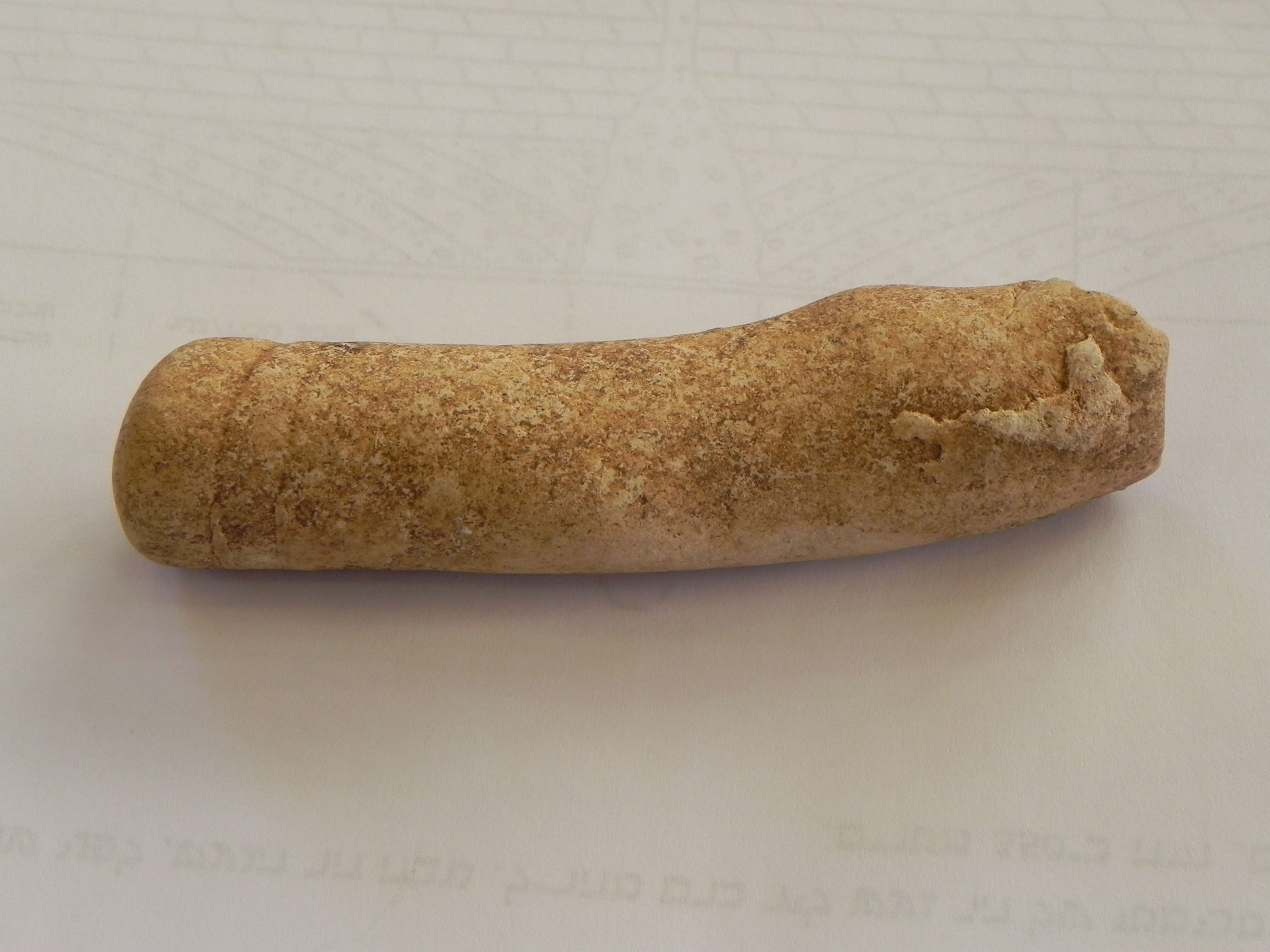
Restos encontrados en Nahal Me'arot.
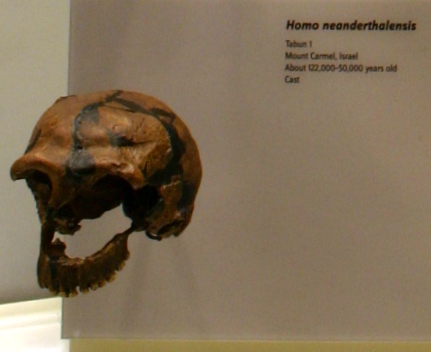
Cráneo Tabun C1, Homo neanderthalensis.